# Jacob Peter Reimers

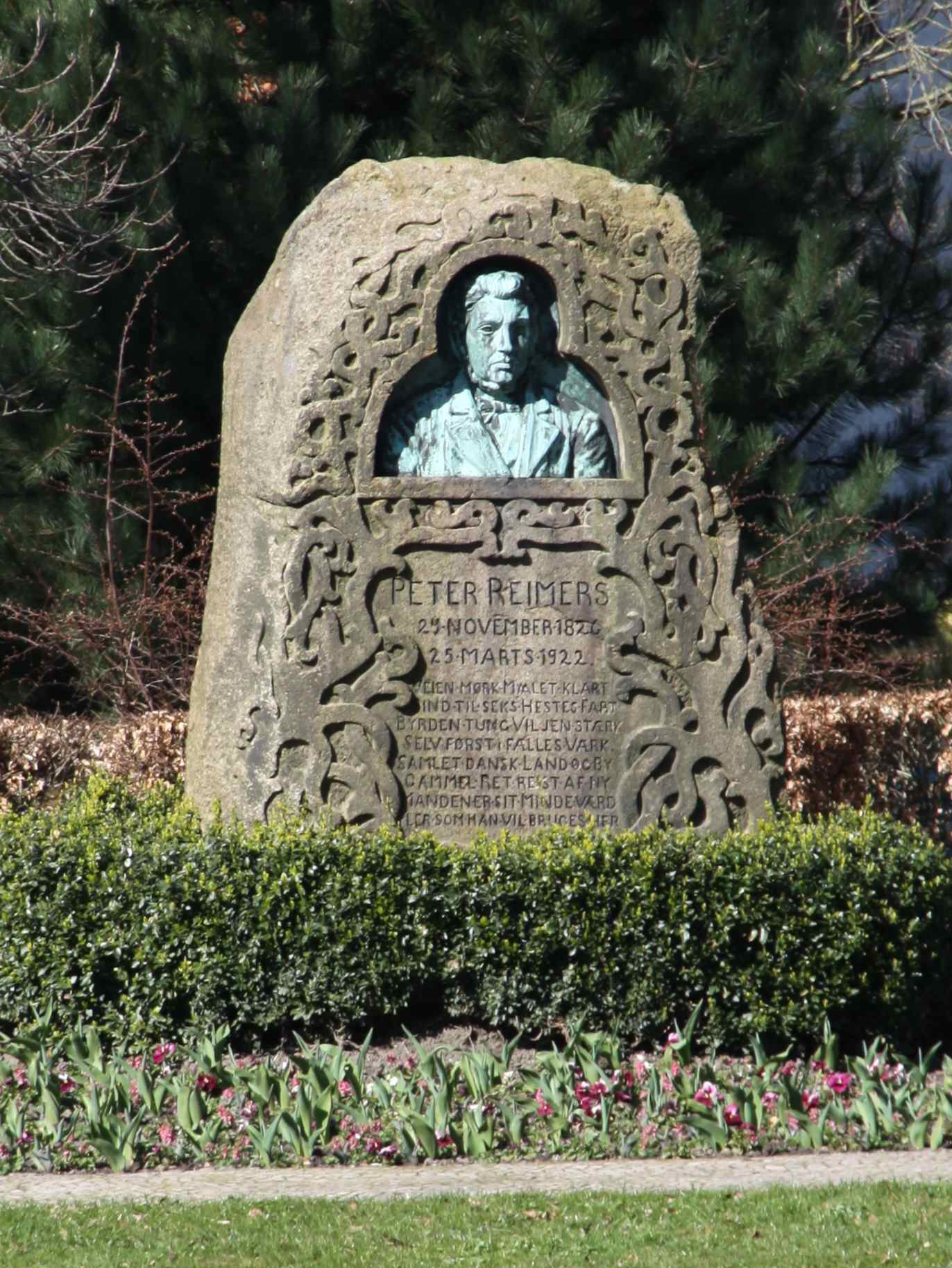
Denkmal von Jacob Peter Reimers am Løkken in Sønderborg

Jacob Peter Reimers (* 24. November 1826 in Ketting auf Als; † 25. März 1922 in Sønderborg) war ein dänischer Metzgermeister und Politiker.

## Leben
Reimers war der Sohn des Metzgermeisters Asmus Otto Reimers (* 27. August 1800; † 2. November 1852) und Cecilie Elisabeth Danielsen (* 15. August 1801; † 23. Februar 1880).
Nach der Teilnahme an der Schleswig-Holsteinischen Erhebung (Erster Schleswig-Holsteinischer Krieg), nach dem er 1850 den Dannebrogordenens Hæderstegn auf Vorschlag seiner Kompanie erhielt, wurde er 1852 Metzgermeister in Sønderborg. Dort übernahm er das Geschäft seines Schwiegervaters und wurde als Vorsitzender (dänisch Oldermand) der Metzgerinnung gewählt.
Zusammen mit seinem Schwiegervater führte Reimers ein Exportgeschäft für Rinder und Schweine, das das größte innerhalb der Herzogtümer (dänisch Hertugdømmerne) war. 1862 wurde er in den Stadtrat gewählt und von 1863 bis 1864 war er Vorsitzender der Bürgervereinigung. Die Schützen und die Waffenbrüdergesellschaft (dänisch Vaabenbrødreselskabet) hat er in dieser Zeit sehr unterstützt.
Reimers heiratete am 18. November 1852 in Sønderborg Jensine Maria Ernestina Herrmann (* 17. Juli 1829 in Sønderborg; † 22. Dezember 1926 ebenda), Tochter des Metzgers Johann Peter August Herrmann (1787–1871) und Catharina Christina Mills (1802–1885).

## Politik
Durch seinen Patriotismus und einen starken Charakter gewann er bereits in jungen Jahren das volle Vertrauen seiner Mitbürger. Seit 1864 war er an allen politischen Verhandlungen und Entscheidungen der schleswigschen Politik beteiligt und übte darauf großen Einfluss aus. Hans Peter Hanssen bezeichnete ihn als einen der Agitatoren bei der Loslösung Nordschleswigs vom Deutschen Reich und dessen Eingliederung nach Dänemark nach dem Ersten Weltkrieg.
1866 war er Mitglied der 47 Personen umfassenden Deputation, die nach Berlin reiste, um die Ausführung des Artikel 5 des Prager Friedens vorzubereiten. 1869 war er Mitglied einer Nordschleswigschen Deputation, die Kronprinz Frederik anlässlich seiner Hochzeit gratulierte. 1894 überbrachte er mit den noch lebenden Mitgliedern der Deputation von 1869, dem Journalisten Gustav Johannsen und dem Politiker Hans Lassen, die Glückwünsche Sønderjyllands bei der Silberhochzeit des Kronprinzen.
Die Partei Vælgerforening for Nordslesvig wurde 1888 gegründet. Reimers wurde zu ihrem Vorsitzenden gewählt und behielt dieses Amt bis 1907. Er war Vorsitzender der Aktiengesellschaft, die die Zeitschrift Dybbøl-Posten herausgab. 1896 wurde er als Ehrenmitglied der Vereinigung der Kriegsveteranen aus den Schleswigschen Kriegen De danske Vaabenbrødre (deutsch Die dänischen Waffenbrüder), die in Kopenhagen und Kolding Abteilungen unterhielten, aufgenommen. 1898 wurde er Ehrenmitglied des Kopenhagener Schlachterinnung.
Nach der Volksabstimmung in Schleswig und der Wiedervereinigung der dänischen Landesteile 1920 erhielt er den Titel des Kommandeurs 2. Klasse des Dannebrogorden.

## Auszeichnungen
- 1850 – Dannebrogordenens Hæderstegn
- 1920 – Kommandeur 2. Klasse des Dannebrogorden

## Besonderes
1926 wurde ein Gedenkstein am Løkken in Sønderborg mit einem Relief von Niels Hansen Jacobsen errichtet. Das Porträt stammt von Aase Kramp (Folkehjem, Aabenraa).